# Talang Ambung
Talang Ambung is een bestuurslaag in het regentschap Bengkulu Tengah van de provincie Bengkulu, Indonesië. Talang Ambung telt 82 inwoners (volkstelling 2010).